# Dinka (druva)
Dinka eller Kövidinka är en vindruva som används för vitvinsframställning främst i Ungern. Det finns också stora planteringar i angränsande länder såsom Slovenien, Kroatien och Serbien.